# Procapra gutturosa
La gacela de Mongolia o zeren (Procapra gutturosa) es una especie de mamífero artiodáctilo perteneciente a la familia Bovidae que habita las estepas de Mongolia, el norte de China y ciertas regiones de Siberia.
Se estima que quedan dos millones de estas gacelas mongolas.
Las manadas migratorias de estas gacelas necesitan amplias superficies de hierba, sin embargo deben competir con el ganado, que cada vez es más numeroso.